# 麻布プロダクション
麻布プロダクション（あざぶ - ）は、日本の有限会社、芸能プロダクション。鈴木紗理奈、安田美沙子、熊田曜子、夏川純など有名タレント等が所属するアーティストハウス・ピラミッド（Artist-house Pyramid）の関連会社である。

## 概要
1987年設立。
音楽著作権協会(JASRAC)に登録するプロダクション。

## 過去の主な所属タレント
- 相川恵里
- 北原由紀（北原由貴）
- ニック・ニューサ
- 吉法かずさ(作詞家)

## 関連会社
- 株式会社アーティストハウスピラミッド
- 株式会社ピラミッドプランニング
- 株式会社ピラミッドジュニア
- 株式会社スーパーピラミッド